# Krummbach (Lasterbach)
Der Krummbach ist ein etwas weniger als sechs Kilometer  langer rechter und nördlicher Zufluss des Lasterbaches.

## Geographie

### Oberläufe

#### Krummbach
Der Krumbach ist der linke und ostnordöstliche Oberlauf. Er ist ein Nebenstrang.
Er entspringt am Nordwesthang des Alten Bergs und fließt in westsüdwestlicher Richtung durch Grünland und kleine Waldinseln. Er erreicht nach ungefähr 600 Meter den Nordostrand von Westernohe, wo er in der Dorfmitte auf einer Höhe von etwa 417 m ü. NHN mit dem aus dem Norden kommenden Dellbach zusammenfließt.

#### Dellbach
Der Dellbach ist der rechte und nördliche Oberlauf. Er ist ein Teil des hydrologischen Hauptstrangs. Auf manchen Karten trägt er auch die Bezeichnung Krummbach.
Er entspringt in einem Waldgelände südöstlich des Ochsenbergs in der Nähe der Wendelinuskapelle. Etwas  weiter östlich liegt das Naturschutzgebiet Wacholderheide.
Er fließt zunächst, zwischen dem Funkenhahn im Westen und dem Gallpüsch im Osten, südwärts durch ein bewaldetes Gelände. Nach etwa 1,5 Kilometer weicht der Wald einer landwirtschaftlich genutzten Fläche von Wiesen und Äckern. Der Bach erreicht bei der Flur Hinter den Alten Gärten den Nordrand von  Westernohe und fließt, teils unterirdisch verrohrt, durch diese Ortschaft. Etwa in der Dorfmitte südlich der Straße In der Scheib vereinigt er sich mit dem aus dem Ostnordosten kommenden Krumbach.

### Weiterer Verlauf
Der vereinigte Krumbach fließt südsüdwestwärts durch Felder und Wiesen, am Odersberg vorbei. Etwas südlich davon zweigt ein Mühlgraben ab, der früher die unweit von Hüblingen stehenden Burks- und Görzmühle betrieb. Der Krummbach läuft am Zeitenberg vorüber, berührt kurz den Ostrand von Hüblingen, unterquert dann die K 48 und erreicht schließlich, nun südwestwärts fließend, bei der Neumühle den Lasterbach.

### Einzugsgebiet
Das 8,535 km² große Einzugsgebiet des Krumbachs erstreckt sich von der Westerwälder Basalthochfläche bis zum Oberwesterwälder Kuppenland und wird durch ihn über den Lasterbach, den Elbbach, die Lahn  und den Rhein zur Nordsee entwässert.
Es grenzt
- im Nordosten, Osten und Südosten an das Einzugsgebiet  des Lasterbachs;
- im Südwesten an das des Langendernbachs, der in den Elbbach mündet und
- im Westen und Nordwesten an das des Holzbachs, der ebenfalls in den Elbbach mündet.

Der nördliche Teil des Einzugsgebietes ist überwiegend bewaldet, ansonsten dominieren landwirtschaftliche Nutzflächen.
Die höchste Erhebung ist der Gallpüsch  mit einer Höhe von 590 m ü. NHN im Nordosten des Einzugsgebiets.

### Flusssystem Elbbach
- Fließgewässer im Flusssystem Elbbach